# Richter Roegholt

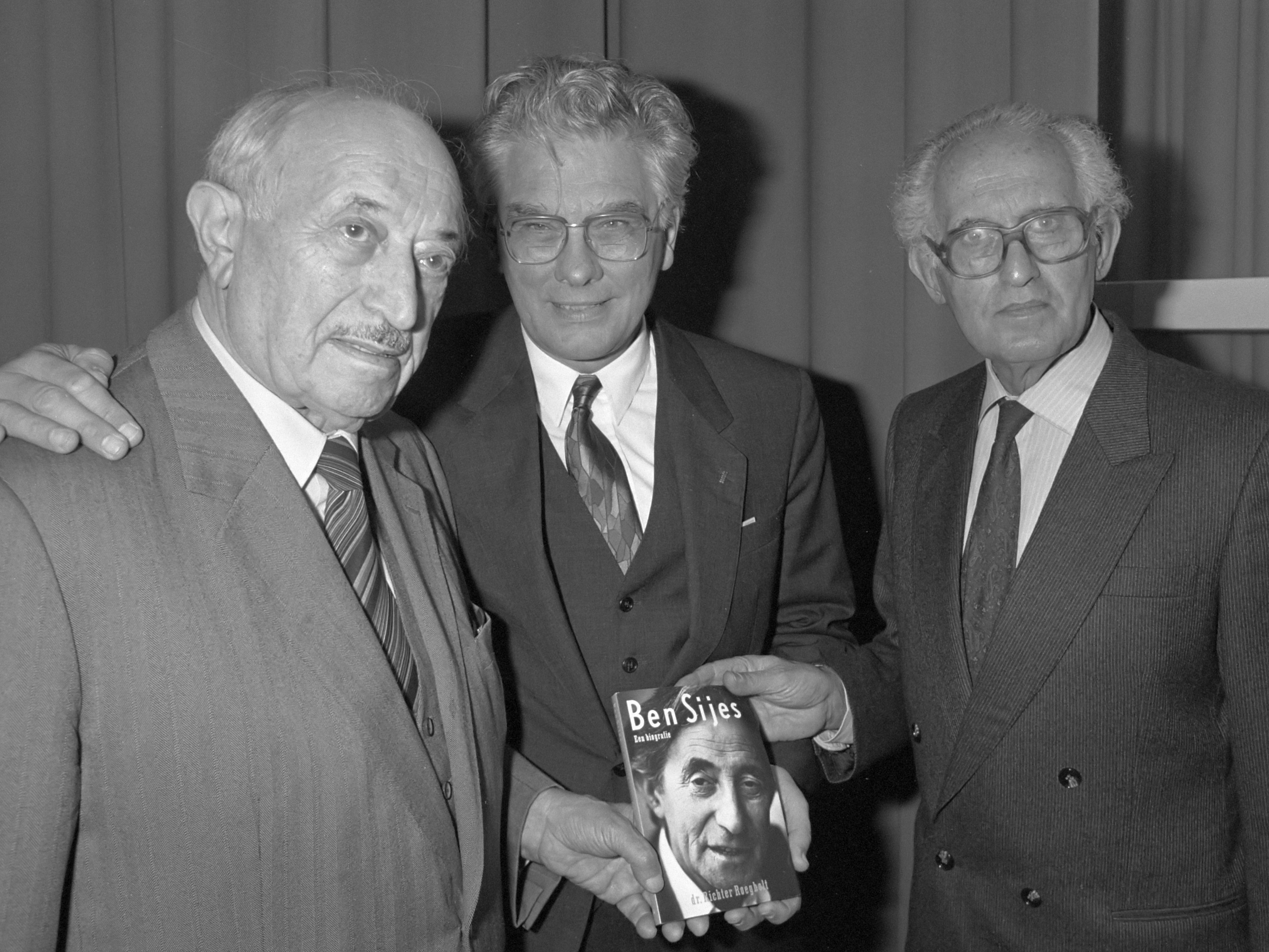
Simon Wiesenthal, Richter Roegholt en Loe de Jong (1988)

Richter (Rik) Frederik Roegholt (Semarang (Java), 24 oktober 1925 – Amsterdam, 2 maart 2005) was een Nederlands historicus en dichter.

## Levensloop
Roegholt werd geboren als jongste van drie kinderen van een chirurg. Toen hij anderhalf jaar was verhuisde het gezin terug naar Nederland. Afgezien van de periode 1938-1942 die hij in Rotterdam doorbracht, zou Roegholt de rest van zijn leven in Amsterdam wonen.
Roegholt zat op het Erasmiaans Gymnasium in Rotterdam en het Vossius Gymnasium in Amsterdam en studeerde geschiedenis aan de Universiteit van Amsterdam, waar hij in 1972 promoveerde op de geschiedenis van uitgeverij De Bezige Bij.
Tijdens zijn studie was Roegholt redacteur van Propria Cures. In die periode had hij korte tijd een verhouding met Renate Rubinstein. In 1952 werd Roegholt journalist bij Het Vrije Volk. Later was hij geschiedenisleraar aan een Amsterdamse mms, en redacteur van Verstandig Ouderschap (maandblad van de NVSH).
Soms maakte hij een uitstapje naar de poëzie. Zo gaf hij in de periode 1967 tot 1970 in eigen beheer het tijdschrift Spiegel van Sem uit. Verder verschenen zijn gedichten onder andere in Bzzlletin, Maatstaf, Hollands Maandblad, De Gids en Avenue. Ook in zijn bloemlezing van Amsterdamse poëzie met de titel Langs straten en gedichten (1985) zaten vier eigen gedichten. In 1992 leverde hij de tekst voor de Gedenksteen voor het voormalig Huis van Bewaring in Amsterdam.
Uiteindelijk werd Richter Roegholt vooral bekend als Amsterdams stadshistoricus. Hij was ook lid van de Amsterdamse Commissie Straatnamen.
Na enige tijd ernstig ziek te zijn geweest overleed Roegholt op 79-jarige leeftijd in een verzorgingshuis te Amsterdam. Roegholt was gehuwd met Truusje Willems (1924-2009) en had twee kinderen. Zijn dochter Alice Roegholt is eveneens historicus en was tot eind 2022 directeur van Museum Het Schip te Amsterdam.

## Richter Roegholtprijs
Het afdelingsbestuur van de Partij van de Arbeid in het stadsdeel Amsterdam-Centrum heeft in 2005 de Richter Roegholtprijs ingesteld die "wordt toegekend aan personen of organisaties die een belangrijke bijdrage leveren aan de sociale cohesie van de stad Amsterdam." De jury van de prijs bestond uit Alice Roegholt, Leon Deben (oud-fractievoorzitter) en Johan van Beek (oud-afdelingsvoorzitter).
- Op 1 mei 2005 (Dag van de Arbeid) werd de prijs toegekend aan het project "School's Cool".
- Op 27 september 2006 mocht Jeannet van Winsem van SOOP (Stichting Ontmoetingsruimte voor en door Ouderen in de Plantage-Weesperbuurt) de prijs in ontvangst nemen.
- In 2008 werd de prijs toegekend aan Nel de Jager, straatmanager in de Haarlemmerbuurt voor een project waarin ze daklozen klusjes in de buurt liet opknappen.
- De prijs van 2009 is in 2010 toegekend aan: Jan Bosman en zijn Belangengroep Ouderen in de Jordaan.
- De prijs van 2010 ging naar Vera Amende voor haar werk voor o.a. het behoud van Keurtuinen en de Hortus.
- Op 14 november 2012 werd de prijs overhandigd aan Wallenbewoner Bert Nap voor zijn bijdrage aan de leefbaarheid in de buurt.